# اچ‌ام‌اس اورسولا (ان۵۹)
اچ‌ام‌اس اورسولا (ان۵۹) (به انگلیسی: HMS Ursula (N59)) یک زیردریایی با طول آن ۵۸٫۲۲ متر (۱۹۱٫۰ فوت) بود که در سال ۱۹۳۸ ساخته شد.